# 7214 Anticlus
7214 Anticlus este o planetă minoră (asteroid), cu un diametru de 19,996 km, din Asteroid troian al lui Jupiter. A fost descoperită pe 19 septembrie 1973 la Observatorul Palomar de Cornelis Johannes van Houten. 
Obiectul prezintă o orbită caracterizată de o semiaxă mare de 5,1818118 UAi, o excentricitate de 0,034, o înclinație de 13,45558 ° în raport cu ecliptica.